# Schizoprymnus subutus
Schizoprymnus subutus är en stekelart som beskrevs av Papp 1991. Schizoprymnus subutus ingår i släktet Schizoprymnus och familjen bracksteklar. Inga underarter finns listade i Catalogue of Life.